# MAXXI – Museo nazionale delle arti del XXI secolo
Das Museo nazionale delle arti del XXI secolo oder MAXXI, (deutsch: „Nationales Museum der Künste des XXI. Jahrhunderts“) ist ein Museum für zeitgenössische Kunst in Rom.

## Geschichte
1998 fasste das italienische Kulturministerium den Entschluss, in Rom ein Nationalmuseum für zeitgenössische Kunst zu bauen, da Rom eine der wenigen europäischen Hauptstädte ohne eigenes Museum für moderne Kunst war. Aus dem ausgeschriebenen Wettbewerb ging die Architektin Zaha Hadid hervor. Als Standort für das neue Museum wählte man ein altes Kasernenareal des späten 19. Jahrhunderts im Viertel Flaminio aus. Die Baukosten betrugen 150 Millionen Euro. Träger des neuen Museums wurde eine eigens gegründete staatliche Stiftung (Fondazione Maxxi); Präsident der Stiftung war bis 2012 der italienische Architekt Pio Baldi.
Das Museum wurde im November 2009 mit einer Performance der Choreografin Sasha Waltz und ihrer Tanzcompagnie eröffnet und wird seit Ende Mai 2010 offiziell genutzt. Erste Direktorinnen wurden Margherita Guccione und Anna Mattirolo.

## Architektur
Die Architektin Zaha Hadid hat den Bau in die bestehenden Strukturen des Viertels eingepasst. Das Museum hat eine L-förmige Grundform und besteht aus mehreren langen Sichtbeton-Gebäudeteilen, die ineinander, über- und untereinander zu fließen scheinen. Im Inneren wird der Bau von großzügigen Galerien, Schrägen, Rampen und Kurven beherrscht, Kunstlicht und natürliches Licht aus großen gläsernen Fronten beleuchten die Galerien, Säle und Kabinette. Die einzelnen Stockwerke sind über freischwebende schwarze Treppen miteinander verbunden. Das Bauwerk hat eine Fläche von 29.000 m².

## Konzept
Das Museum versteht sich als kreativen Ort und Labor für zeitgenössische Kunst. Neben dem MAXXI Art, das sich ganz der Kunst widmet, beherbergt es auch das MAXXI Architettura, das sich mit Architektur beschäftigt. Es ist das erste Architekturmuseum in Italien. Zum Programm gehören neben Ausstellungen auch Workshops, Konferenzen, Vorträge und Aufführungen. Außerdem bietet das Museum ein breit gefächertes pädagogisches Programm. Die Sammlung des Museums umfasst neben zeitgenössischen Kunstwerken auch Architekturfotografien, architektonische Entwürfe und ein architekturhistorisches Archiv.
Das Museum hat neben den Ausstellungsräumen einen Hörsaal, ein Forschungszentrum mit Bibliothek und Archiv, sowie eine Buchhandlung, eine Cafeteria und ein Restaurant mit Bar.

## Bildergalerie

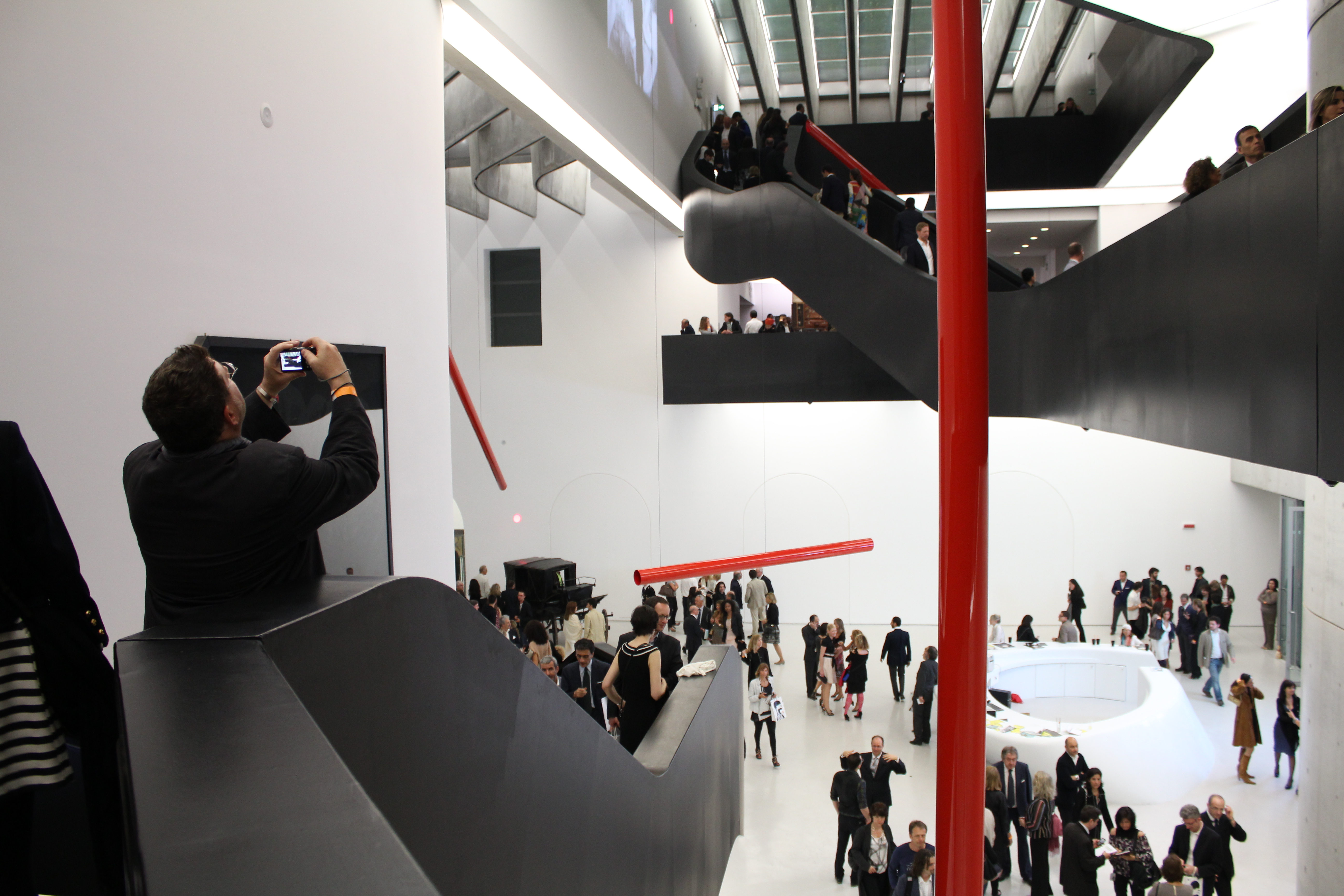
Foyer
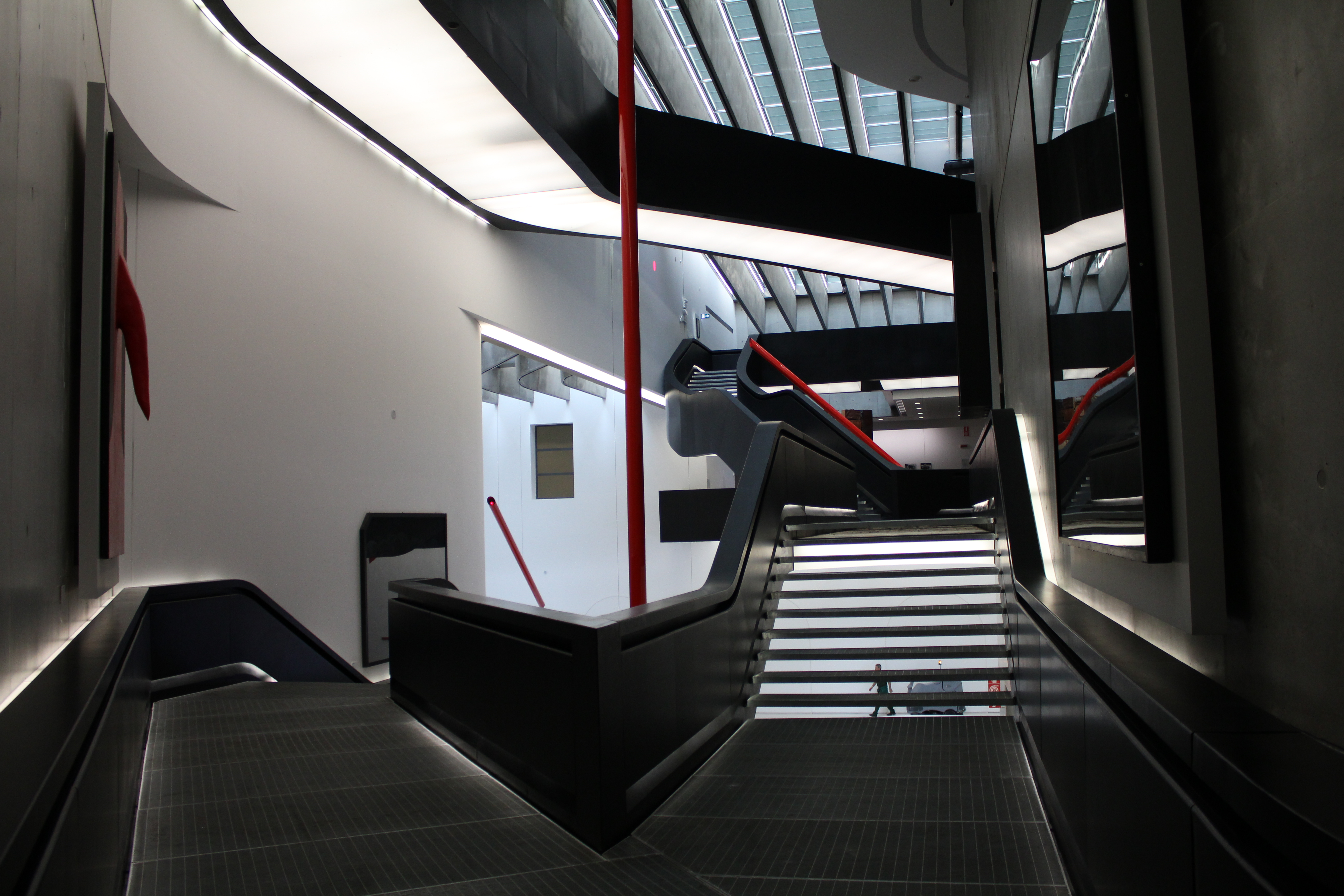
Atrium mit Treppe

## Film
- Abenteuer Museum. Das Maxxi in Rom. Fernseh-Reportage, Deutschland, 2016, 52:18 Min., Buch und Regie: Ute Hoffarth, Produktion: SWR, arte, Reihe: Abenteuer Museum, Erstsendung: 1. Mai 2016 bei arte, Inhaltsangabe von arte, (Memento vom 2. Mai 2016 im Internet Archive), online-Video.